# バレンタインカップ
バレンタインカップとは、帯広市が帯広競馬場で施行していたばんえい競馬の競走である。太平洋興発が冠協賛していたことから、名称は「太平洋興発賞 バレンタインカップ」と表記されていた。
明け3歳牝馬限定の重賞競走として2008年度に新設、BG2に格付けされていた。2009年度はその名の通りバレンタインデーにあたる2010年2月14日に施行された。
2010年度より本競走に代わって黒ユリ賞がふたたび明け3歳牝馬限定の重賞競走として2月に施行されるようになった。

## 歴代優勝馬
| 回数  | 施行日        | 開催地 | 天候 | 馬場 水分 | 優勝馬             | 性齢 | ばんえい 重量 | タイム | 優勝騎手 | 管理調教師 |
| ----- | ------------- | ------ | ---- | --------- | ------------------ | ---- | ------------- | ------ | -------- | ---------- |
| 第1回 | 2009年2月15日 | 帯広   | 晴   | 5.1%      | ウィナーミミ       | 牝3  | 620           | 1:44.1 | 松田道明 | 大友栄人   |
| 第2回 | 2010年2月14日 | 帯広   | 晴   | 2.3%      | ダイリンビューティ | 牝3  | 620           | 2:08.6 | 細川弘則 | 小林長吉   |